# Чирн
Чирн (њем. Tschirn) општина је у њемачкој савезној држави Баварска. Једно је од 18 општинских средишта округа Кронах. Према процјени из 2010. у општини је живјело 564 становника. Посједује регионалну шифру (AGS) 9476182.

## Географски и демографски подаци
Чирн се налази у савезној држави Баварска у округу Кронах. Општина се налази на надморској висини од 598 метара. Површина општине износи 20,1 km². У самом мјесту је, према процјени из 2010. године, живјело 564 становника. Просјечна густина становништва износи 28 становника/km².